# 阿尼希纳贝人

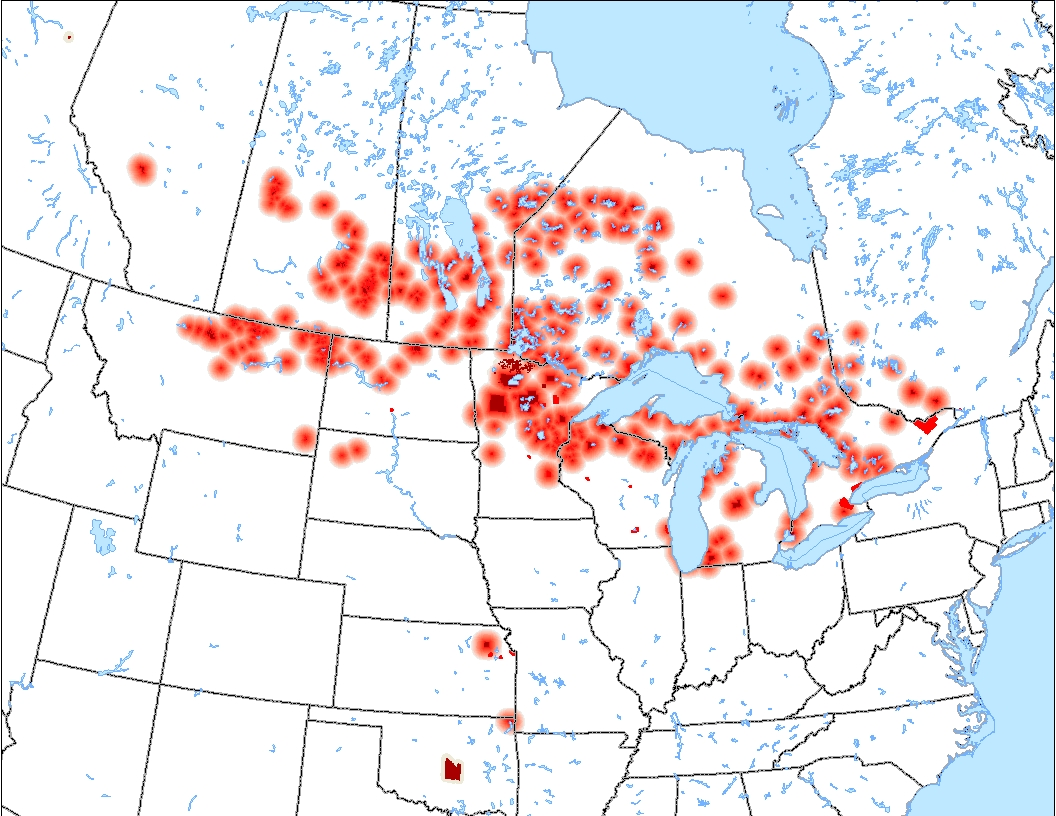
阿尼希纳贝原住民保留區分布

阿尼希纳贝（奥吉布瓦语：ᐊᓂᔑᓈᐯ，拉丁轉寫：Anishinaabe）是數個具有相近的語言和文化，分布在美國和加拿大五大湖地區一帶的原住民族聯盟，其中包括奥吉布瓦人（包含索特人和奧吉-克里人）、渥太華人、波塔瓦托米人、米西索加人、尼皮辛人和阿爾岡昆人。其核心三火議會由奥吉布瓦人、渥太华人以及波塔瓦托米人三大民系组成。

## 信仰
灵医社 Midewiwin

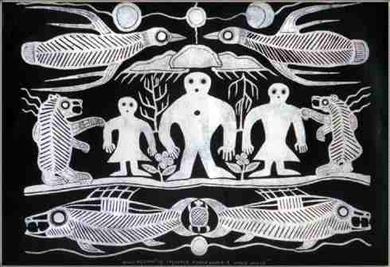
阿尼希纳贝信仰中世界的形态

在阿尼希纳贝语言中，「Midewiwin」係进入灵态之意，与药无关。此派信仰者不限于阿尼希纳贝，許多平原民族也信該派。
晨曦社 Waabanowin
此宗派在1978美国印第安人信仰自由法案通过前长期受到美国政府迫害，长期地下运作。